# Співак одного хіта
Так званий «Співак одного хіта» (англ. one-hit wonder), також «група одного хіта», «чудо одного хіта», «співак / група-одноденка» або «співак однієї пісні» — мовне кліше, яким часто позначають виконавця або музичний колектив, який відомий тільки одним хітом в його виконанні.

## Опис
Англомовний термін для позначення виконавців-«одноденок» — «one hit wonder» — увійшов також і в інші мови, оскільки подібні вирази в них можуть бути омонімічними і приймати інші значення.
Відповідно до ряду визначень, артисти одного хіта — музиканти, які мають лише одну по-справжньому відому пісню (причому успіх їх подальших композицій стає не настільки важливим для публіки), або отримали подальшу популярність тільки завдяки одному хіту в їх виконанні, а не тільки тимчасові музичні колективи або маловідомі виконавці з недовгою музичною діяльністю.
У деяких відомих хіт-парадах, такі як «UChoose40», «VH1's list» і «Billboard Hot 100» складали списки найбільш відомих, на їхню думку, груп і виконавців, що прославилися завдяки всього однієї успішної композиції.